# Relais 4 x 100 mètres nage libre masculin aux championnats du monde de natation 2024
Ne doit pas être confondu avec Relais 4 x 100 mètres nage libre féminin aux championnats du monde de natation 2024 ou Relais 4 x 100 mètres nage libre mixte aux championnats du monde de natation 2024.
Le relais 4 x 100 mètres nage libre masculin est une épreuve de natation sportive des championnats du monde de natation 2024. Elle a lieu le 11 février 2024 à Doha au Qatar.

## Records
Avant cette compétition, les records dans cette discipline étaient :
| Record du monde       | 3 min 8 s 24 | États-Unis | 11 août 2008    | Pékin, Chine          |
| Record du championnat | 3 min 9 s 06 | États-Unis | 21 juillet 2019 | Gwangju, Corée du Sud |

## Résultats détaillés
Les 8 meilleurs temps se qualifient en finale (Q).

### Séries
| Rang | Série | Ligne | Pays | Nageurs | Temps       | Temps  | Commentaire |
| Rang | Série | Ligne | Pays | Nageurs | Individuels | Global | Commentaire |
| ---- | ----- | ----- | ---- | ------- | ----------- | ------ | ----------- |
| 1    |       |       |      |         |             |        | Q           |
| 2    |       |       |      |         |             |        | Q           |
| 3    |       |       |      |         |             |        | Q           |
| 4    |       |       |      |         |             |        | Q           |
| 5    |       |       |      |         |             |        | Q           |
| 6    |       |       |      |         |             |        | Q           |
| 7    |       |       |      |         |             |        | Q           |
| 8    |       |       |      |         |             |        | Q           |
| 9    |       |       |      |         |             |        |             |
| 10   |       |       |      |         |             |        |             |
| 11   |       |       |      |         |             |        |             |
| 12   |       |       |      |         |             |        |             |
| 13   |       |       |      |         |             |        |             |
| 14   |       |       |      |         |             |        |             |
| 15   |       |       |      |         |             |        |             |
| 16   |       |       |      |         |             |        |             |

### Finale
| Rang               | Ligne | Pays        | Nageurs                                                                     | Temps                                   | Temps   |
| Rang               | Ligne | Pays        | Nageurs                                                                     | Individuels                             | Global  |
| ------------------ | ----- | ----------- | --------------------------------------------------------------------------- | --------------------------------------- | ------- |
| Médaille d'or      | 6     | Chine       | Pan Zhanle Ji Xinjie Zhang Zhanshuo Wang Haoyu                              | 46.80 Record du monde 48.18 48.63 47.47 | 3:11.08 |
| Médaille d'argent  | 5     | Italie      | Alessandro Miressi Lorenzo Zazzeri Paolo Conte Bonin Manuel Frigo           |                                         | 3:12.08 |
| Médaille de bronze | 4     | États-Unis  | Matt King Shaine Casas Luke Hobson Carson Foster                            |                                         | 3:12.29 |
| 4                  | 3     | Royaume-Uni | Matthew Richards Jacob Whittle Tom Dean Duncan Scott                        |                                         | 3:12.55 |
| 5                  | 8     | Hongrie     | Nándor Németh Szebasztián Szabó Dániel Mészáros Adam Jaszo                  |                                         | 3:13.66 |
| 6                  | 2     | Grèce       | Apostolos Christou Kristian Gkolomeev Stérgios-Mários Bílas Andreas Vazaios |                                         | 3:13.67 |
| 7                  | 7     | Serbie      | Velimir Stjepanović Andrej Barna Uroš Nikolić Nikola Aćin                   |                                         | 3:13.88 |
| 8                  | 1     | Espagne     | Sergio de Celis Luis Domínguez Carles Coll Martí Mario Mollà                |                                         | 3:14.93 |